# Литл Джо-1A
Литл Джо-1A (LJ-1A) — Габаритно-весовой макет корабля запущен ракетой-носителем Литл Джо-1 в рамках программы Меркурий 4 ноября 1959 года с о. Валлопс, Вирджиния, со стартовой площадки LA-1. Это был суборбитальный полет НАСА, NSSDC ID - Little Joe 1A.

## Старт
Литл Джо-1A (LJ-1A) был запущен для тестирования системы аварийного спасения (САС) при высоких аэродинамических нагрузках на космический корабль на этапе вывода. Этот старт был повторением полета спутника Литл Джо-1, который состоялся 21 августа 1959 года. Тогда двигатели САС неожиданно сработали за 31 минуту до запуска главных двигателей ракеты-носителя Литл Джо-1.
При достижении намеченного максимального аэродинамического напора автоматика должна была выдать сигнал о якобы аварийном прекращении работы главных двигателей. Это должно было произойти приблизительно через 30 секунд после старта. В такой смоделированной ситуации сработала бы САС и её двигатели еще больше увеличили бы скорость отстреленного корабля. Была выдана команда на подрыв пироболтов для отделения космического корабля от ракеты-носителя. До этого момента эксперимент шел как запланировано, прошла команда на срабатывание двигателей САС. Двигатели включились, но не сразу, прошло много времени. Таким образом увеличение скорости от срабатывания двигателей САС (при работающих главных двигателях — это была главная задача полета) произошло при азродинамическом напоре, который долгое время уменьшался и стал слишком мал. По этой причине был запланирован еще один полет — Литл Джо-1B.
Все другие события запуска до приземления происходили штатно. Полет достиг высоты в апогее 14 км, дальности 18,5 км и скорости 3 257 км/ч.